# Penicillium lividum
Penicillium lividum är en svampart som beskrevs av Westling 1911. Penicillium lividum ingår i släktet Penicillium och familjen Trichocomaceae.   Inga underarter finns listade i Catalogue of Life.